# 왕러취안

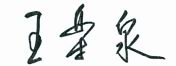
서명

왕러취안(중국어: 王乐泉, 1944년 12월 ~)은 중화인민공화국의 정치인으로, 현재 중국공산당 중앙정치법률위원회의 부서기를 맡고 있다. 1995년부터 2010년까지 신장 위구르 자치구 공산당 위원회 서기, 신장 생산 건설 병단 제1정치위원을 지내며 신장 위구르 자치구를 철권으로 다스렸다. 2002년, 신장 위구르 자치구에서의 치안 강화 정책이 장쩌민에게 인정을 받아 변방성의 간부로서는 이례적으로 중국공산당 중앙정치국 위원으로 선출되었다.